# Dunagárdony
Dunagárdony (szerbül Гардиновци / Gardinovci) falu Szerbiában, a Vajdaságban, a Dél-bácskai körzetben, Titel községben.

## Fekvése
Az E75-ös út közelében, Titeltől 18 km-re nyugatra, Újvidéktől 37 km-re délkeletre, a Duna bal partja mellett fekszik Bácskában.

## Története
Dunagárdony előbbi neve Gardinovce, melynek jelentése vár, vagy várhely. Nevének legelső említése a török kori defterekben, a titeli nahijében volt Gardinóvce néven 1554-ben öt, 1570-ben 13 és 1590-ben 27 adózó házzal fordult elő. Az 1699. évi török határjelző térképen egy Gradinovaca nevű kanális található, amely a Titel alatti Belianska barának Karlovic felé néző része.
Gardinovacz falu Bács vármegye 1699. évi első összírásában  91 gazdával és 65 felnőtt fiával fordult elő. Az 1702 évi összeírás szerint Gardinoczot bérbeadhatónak véleményeztetik. Neve később szerepelt az  1722, 1727, évi adóösszeírásban is. 1731-ben a gardinovácziak arról panaszkodnak, hogy a szomszéd Kovil határőri miliczia Gardinovácz nagyrészét magához ragadta. 1746-ban az eddig kamarai faluból határőri sánc lett, ahová a volt szabadkai határőröket telepítették át. E falut csajkás szolgálatra szánták, de 1752-ben egyelőre a vármegyének adták át, míg 1763-ban ismét katonai hatóság alá került és a csajkás határőrségbe sorozták be. 1873-ban ismét megszűnt a csajkás kerület, ekkor e helységet is a vármegyébe kebeleztetették be.
A község görög keleti temploma 1851-ben épült. A helység 1848-ban teljesen leégett. Határa az 1900-as évek elején 5865 kataszteri hold volt, melyből a községé 1597, a kincstáré 1099 hold volt.
Az 1900. évi népszámlálás adatai szerint Dunagárdonyban 1458 lakos élt 266 házban. Anyanyelv szerint ekkor 143 magyar, 39 német, 1257 szerb volt. Vallás szerint 157 római katolikus, 1255 görög keleti, 31 evangélikus volt.
1910-ben 1564 lakosából 86 magyar, 27 német, 1437 szerb volt. Ebből 103 római katolikus, 23 evangélikus, 1405 görögkeleti ortodox volt.
A trianoni békeszerződés előtt Bács-Bodrog vármegye Titeli járásához tartozott.

## Népesség

### Demográfiai változások
| 1948 | 1953 | 1961 | 1971 | 1981 | 1991 | 2002 | 2011 |
| ---- | ---- | ---- | ---- | ---- | ---- | ---- | ---- |
| 1828 | 1714 | 1712 | 1636 | 1515 | 1452 | 1485 | 1297 |